# Mijaíl Chiguir
Mijaíl Nikoláyevich Chiguir (en bielorruso: Міхаіл Мікалаевіч Чыгір, nacido el 24 de mayo de 1948) es un político bielorruso. Fue el segundo Primer Ministro de Bielorrusia, ejerciendo como tal del 21 de julio de 1994 al 18 de noviembre de 1996.

## Biografía
Chiguir nació en Vúsava, raión de Kapyl, provincia de Minsk, RSS de Bielorrusia, el 24 de mayo de 1948.
Chiguir fue nombrado Primer Ministro de Bielorrusia el 21 de julio de 1994, al día siguiente de la toma de posesión de Aleksandr Lukashenko como presidente. Antes de esto, se había desempeñado como jefe del Belagroprombank, un banco especializado en actividades agrícolas.
En 1996, Chiguir renunció como primer ministro en protesta por los esfuerzos de Lukashenko para obtener una autoridad ilimitada sobre el país. Al año siguiente se convirtió en signatario de la Carta 97, una declaración pública opositora que exigía una mayor democracia en Bielorrusia. En 1999, anunció que se postularía a la presidencia con el fin de derrocar a Lukashenko.
El 30 de marzo de 1999, Chiguir fue arrestado por el gobierno bielorruso, acusado de haber malversado grandes sumas de dinero relacionadas con préstamos mientras estaba a cargo del Belagroprombank. Antes del arresto de Chiguir, varios otros funcionarios que habían intentado organizar una campaña contra Lukashenko fueron continuamente reprimidos por el gobierno. El arresto de Chiguir recibió reacciones negativas de gobiernos de todo el mundo y su liberación fue exigida por el Departamento de Estado de los EE. UU., la Unión Europea y la Organización para la Seguridad y la Cooperación en Europa. Además, Amnistía Internacional exigió su liberación y lo consideró un preso de conciencia. La Liga Internacional por los Derechos Humanos también protestó por su arresto. Chiguir finalmente evitó la pena de cárcel, recibiendo una sentencia suspendida de tres años con una libertad condicional de dos años. Después del juicio, declaró su intención de postularse a las elecciones a la Cámara de Representantes de Bielorrusia.